# Заговор XII года
Заговор XII года, также известный как Заговор Пишегрю или Дело Кадудаля, был заговором с участием роялистов Шарля Пишегрю и Жоржа Кадудаля, которые хотели свергнуть военный режим Наполеона Бонапарта. Они были задержаны и приговорены к смерти, но ещё раньше слухи об их заговоре дошли до Наполеона. Бонапарт полагал, что в контакте с заговорщиками был Луи Антуан Энгиенский, и подстрекаемый Талейраном он приказал герцогу Ровиго и Коленкуру расправиться с Энгиенским.  Это дело побудило старую аристократию противостоять новому режиму, а также усилило влияние министра полиции Жозефа Фуше.

## Заговор
Изгнанный из Франции за лояльность к роялистам во время переворота 18 фрюктидора, Пишегрю в 1803 году связался в Лондоне с Кадудалем. Кадудаль ненавидел Наполеона, потому что тот был ответственен за убийство друга Кадудаля, Пьера Мерсье, и его брата полковника Жюльена Кадудаля. Он хотел убить Наполеона не только, чтобы отомстить за эти убийства, но и потому, что видел, что Наполеон злоупотребляет властью, и понимал, к чему это может привести (например, к смерти герцога Энгиенского). После убийства два человека контролировали бы армию и столицу, ожидая возвращения во Францию Людовика XVIII и его воцарения. Одним из них должен был стать Пишегрю, а другим Жан Моро, военный соперник Наполеона. Моро, задетый разногласиями между его женой и семьёй Наполеона, вступил в контакт с Пишегрю. Но в январе 1804 года, когда заговорщики тайно переправились из Англии во Францию, Моро был потрясён их неорганизованностью. Многие из их сообщников в этот момент уже были в тюрьме, и казалось, что полиция позволяет Пишегрю и Кадудалю оставаться на свободе и приводить заговор в действие лишь в надежде получить официальные доказательства участия в нём Моро.

## Арест и суд
В конце концов, все трое были арестованы французской полицией. 14 февраля 1804 года был арестован Моро, 28 февраля Пишегрю, а 9 марта Кадудаль. Признание Кадудаля показало, что план был скорее революцией, чем попыткой убийства. Моро убедил их дождаться прибытия французского принца, прежде чем совершить убийство и узаконить свою революцию, поставив принца во главе государства.
5 апреля 1804 года Пишегрю был найден мёртвым в своей камере. Он был задушен собственным галстуком. Этот инцидент до сих пор остается загадкой и до сих пор не ясно, было ли это убийство или самоубийство. Кадудаль, Моро и остальные заговорщики предстали перед судом через месяц, 28 мая 1804 года. Моро заключил сделку с Наполеоном и был сослан в Соединенные Штаты, а Кадудаля казнили 28 июня 1804 года.